# Peinture sur toile
Pour un article plus général, voir Toile (peinture).

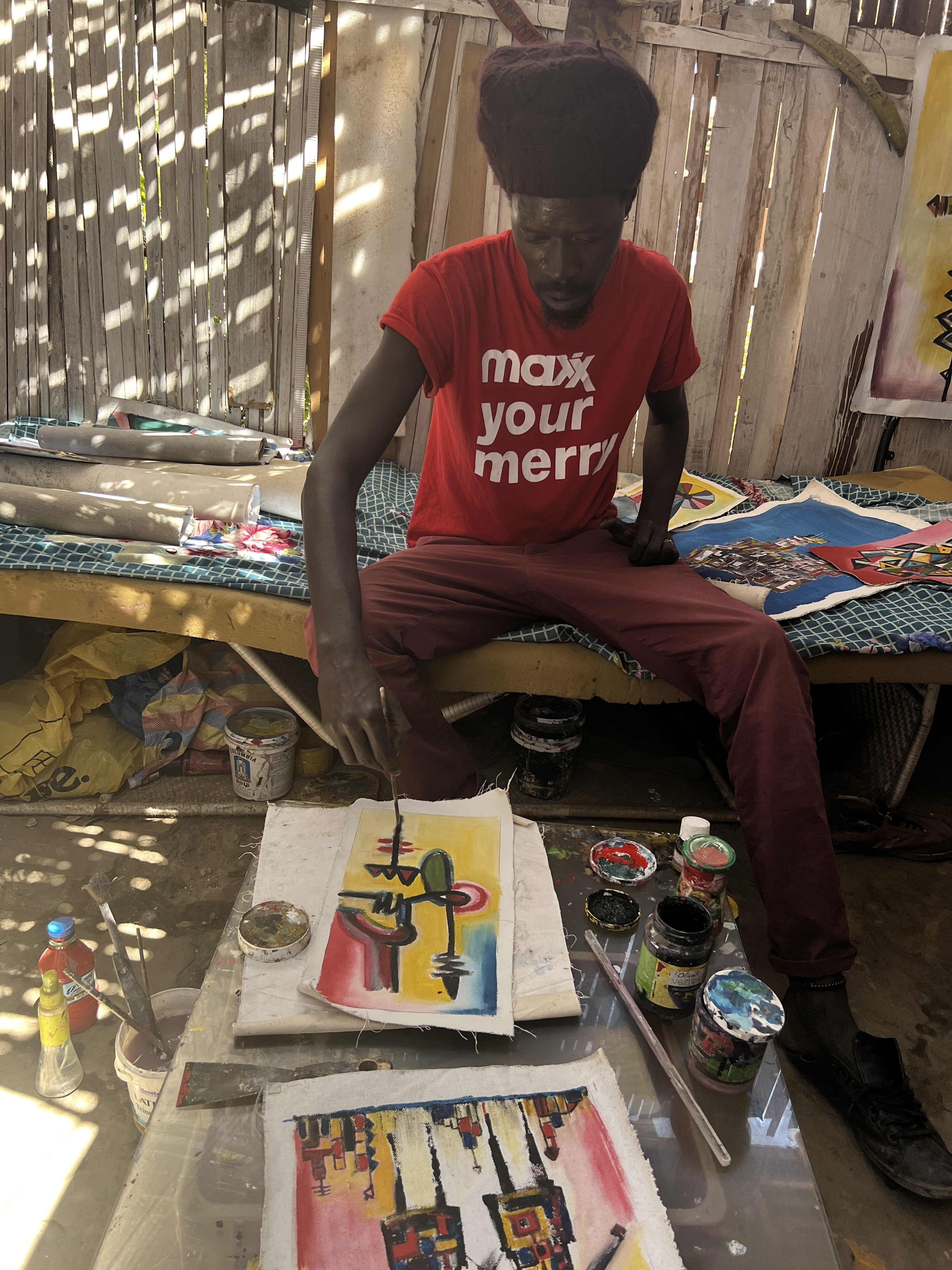
Tableau d'art abstrait au village des arts de Dakar

La peinture sur toile qui, comme son nom l'indique, est une peinture réalisée sur une toile, constitue le support habituellement utilisé pour la peinture. La peinture à l'huile sur toile a peu à peu remplacé la peinture sur panneau de bois  qui dominait jusqu'à la Renaissance (XVe siècle). Toutefois, le bois est resté le support habituel jusqu'au XVIe siècle en Italie et au XVIIe siècle en Europe du Nord.
Il faudra cependant dissocier la peinture sur toile comme pratique antérieure à la peinture à l'huile sur toile : Luigi Lanzi cite l'artiste Margaritone d'Arezzo comme ayant déjà pratiqué la peinture sur toile au milieu du XIII°siècle.
Il est pourtant dit que l'une des premières peintures sur toile connue est une Madone à l'ange , il s'agit d'une peinture à l'huile de Jean Malouel, datant de 1410. Toutefois, il faudra encore presque deux siècles pour qu'elle se répande. Des peintres comme Andrea Mantegna et des artistes vénitiens ont été de ceux qui ont contribué au changement.
Généralement faite de lin en Europe, de soie en Extrême-Orient, la toile peut être peinte de plusieurs manières. Habituellement, on peint sur une toile enduite de colle ou de gesso (pour éviter qu'elle ne se fragilise au contact de la peinture) et elle est recouverte d'un apprêt. La toile est ensuite tendue sur un châssis.
Malgré le danger de détérioration des toiles, beaucoup d'artistes modernes, tels que Jackson Pollock, Kenneth Noland ou Francis Bacon et les peintres de Color Field painting ou de l'Abstraction lyrique peignent parfois sur une « toile crue », c'est-à-dire sans enduit.